# Иисус, сын Гамалиила
Иисус (Иошуа), сын Гамалиила (бен-Гамла; сын Гамалы; лат. Joshua ben Gamla; «Бог мое спасение»; умер в 68 году), — иудейский первосвященник I века, около 64-65 годов. Упоминается в Талмуде и в трудах Иосифа Флавия.

## Жизнеописание
Был женат на богатой вдове Марте, происходившей из  семьи первосвященника Боэтуса. Подкупив Агриппу II (а не Янная, как утверждает Талмуд), она добилась сана первосвященника для своего мужа (Иебам., 61а; Иома, 18а).
Хотя Иисус и не принадлежал к числу учёных, но очень заботился о воспитании молодёжи и устраивал во всех городах школы для детей свыше пяти лет от роду, чем и заслужил благодарность потомства (Б. Б., 21а).
Жребии, которые бросали в Судный день во время богослужения в храме, были деревянные; Иисус заменил их золотыми (Иома, III, 9).
На своем посту Иисус оставался только один год и должен был уступить свое место Матфию, сыну Феофила (Маттатия бен-Теофил; Древн., XX, 9, § 7). Тогда он вместе с другим бывшим первосвященником Ананом и многими знатными людьми выдвинул кандидатуру Фаннии (Пинхаса бен-Самуил), но потерпел неудачу (Иуд. войн., IV, 3, § 9).
Иисус хотел помешать вступлению идумейцев в Иерусалим. Когда эти фанатики овладели городом, Иисус и Анан были казнены как предатели (Иуд. войн., IV, 5, § 2).